# Triquis
Els triquis són un poble indígena que se situa al nord-oest de l'estat d'Oaxaca, Mèxic, formant una illa cultural enmig del vast territori dels mixteques. El nexe principal és la seva llengua, al seu torn, cada variant lingüístic fa la diferència i pertinença a cadascun dels Xumanh-an o Chuman' a. També els huipils vermells i les seves creences religioses els uneixen, doncs tots practiquen la religió tradicional triqui juntament amb la religió catòlica.

## Etimologia
Les paraules «triqui», «triki», «trique» o «trike» són exònims amb els quals es coneix aquest grup indígena i la seva llengua, no obstant això, conforme a l'article 16 de la Constitució Política de l'Estat Lliure i Sobirà d'Oaxaca el nom oficial d'aquest poble indígena és «triqui», encara que en altres idiomes se'ls coneix com a «trique». Respecte a l'etimologia i significat d'aquesta paraula, és desconeguda. Tanmateix hi ha els qui com el prevere José Antonio Gay en la seva «Historia de Oaxaca», va escriure que se'ls va denominar «triqui» per la repetició constant de consonants; Wilfrido C. Cruz en la seva obra «Oaxaca recóndita» anotà que triqui deriva de riquija o nerikiha «sota» i kuihi «gent» de manera que kuiniriki significa «gent que va venir de baix», coincidint amb la llegenda que els triquis van sortir dels pous profunds de la terra; l'antropòleg Cesar Huerta Ríos descriví que és una corrupció lingüística de dri «pare» i qui «gran» o «superior», en conseqüència driqui significa «pare suprem». Els triquis tenen autònims depenent de la varietat lingüística.

## Assentaments
Els assentaments més importants són San Juan Copala al bajo triqui, San Andrés Chicahuaxtla, San Martín Itunyoso, San José Xochixtlan i Santo Domingo del Estado a l'alto triqui, al seu torn, corresponen a cadascun dels 5 clanés territorials de la regió triqui. D'aquests cinc clans, amb excepció de San José Xochixtlan, quatre tenen la denominació de Chuman' a o Xumanh-an, que en la seva acceptació política significa El Centre, entenent-se com a centre polític, administratiu i religiós.
Aquestes localitats estan assentades en quatre municipis diferents: 
- Santiago Juxtlahuaca:San Juan Copala;
- San Martín Itunyoso: San José Xochitlán i San Martín Itunyoso;
- Putla Villa de Guerrero: San Andrés Chicahuaxtla i Santo Domingo del Estado, entre altres comunitats del baix triqui;
- Constancia del Rosario: algunes localidats del baix triqui.

## Origen llegendari
En la tradició oral es diu que els triquis provenien de Monte Albán, d'on van ser expulsats per desobeir les ordres del rei. Es van desplaçar a la part baixa de la costa oaxaquenya, però a causa del clima extremadament calorós van buscar regions més altes i es van assentar a Tlaxiaco, d'on també els va expulsar el cacic del lloc.
Finalment van arribar a Chicahuaxtla, nom nàhuatl que significa «lloc fort», que possiblement al·ludeix a l'existència d'una cova on reposen les restes d'antics caps de llinatge i representants d'algun clan.

## Història

Chicahuaxtla dins dels llocs mixteca en el posclàssic mesoamericà

Es considera que la zona ocupada pels triquis ha estat habitat des de temps molt remots. La lingüística llança certa llum sobre l'origen dels triquis, ja que el triqui i el mixteca estan íntimament relacionats. Els seus primers habitants pertanyien al grup protomixtecan parlat als voltants de 1500 a. de la n. e., del qual van sorgir tres grups, entre ells el prototriqui. És acceptat que el prototriqui es va separar del grup mixteca poc després de l'era comuna. Aquesta llengua es va anar dividint fins a arribar a les quatre varietats que es parlen actualment.
Durant l'època prehispànica, sembla que la població triqui estigué subjecta als mixteques de Tlachquiauhco, l'actual Tlaxiaco. En el segle xv, els triquis juntament amb els mixteques van ser sotmesos sota el govern del V Tlahtoani asteca i obligats a rendir tributs. Es considera que la Conquesta espanyola va tenir lloc en la primera meitat del segle xvi, ja que els terrenys triquis van ser adjudicats pel que sembla, segons consta en un litigi per límits, a un avantpassat de Martín José de Villagómez, per l'any de 1537. L'evangelització que es va iniciar per aquesta data, per part del dominic Gonzalo Lucero, només va tenir un èxit relatiu a la zona de Chicahuaxtla, però va fracassar en la de Copala. Com es pot apreciar, els triquis no van ser sotmesos per mitjà de la guerra, sinó mitjançant la religió, per aquesta raó podem veure que encara mantenen diverses de les estructures socials pròpies. Amb la consumació de la independència, la situació dels triquis no va millorar, per la qual cosa els indígenes es van rebel·lar contra els seus opressors en 1843, lluitant fins a 1848, any en què van ser derrotats i capturats els seus líders. Els triquis han participat activament en dos moviments històrics del país: La lluita de Castes (1822-1865) i la Revolució (1910-1919).
San Andrés Chicahuaxtla i San Juan Copala van perdre la categoria de municipis en 1940 i 1948 respectivament; només va quedar com a únic municipi triqui San Martín Itunyoso. A la regió alta no es donen conflictes greus per la possessió de la terra, ja que és molt escassa; davant aquesta escassetat, els habitants opten per abandonar la regió i dirigir-se cap a les ciutats properes i les més importants del país. A la regió baixa, per contra, l'autoritat tradicional s'ha desintegrat, perquè el cultiu de cafè va enfortir la propietat privada i la violència per possessió de terres és freqüent.
L'any de 1956 uns indígenes de la triqui baixa van assassinar uns soldats, en conseqüència, la Força Aèria Mexicana va enviar avions que van bombardejar i van metrallar alguns indígenes de San Juan Copala, del barri Cruz Chiquita així com a uns altres barris més, la qual cosa va deslligar una guerra sense treva que encara té els seus ressons avui dia.
El 15 de març de 1972 es va dur a terme el primer Congrés dels Pobles Triquis a San Andrés Chicahuaxtla, convocat pel Govern d'Oaxaca amb la finalitat de plantejar la unificació de totes les comunitats triquis i al mateix temps recollir les demanda fetes pels indígenes. D'aquest primer Congrés es va acordar realitzar un segon congrés amb seu a San Juan Copala el 12 d'octubre de 1972.
En 1981 els triquis de Copala s'organitzaren per a formar el Movimiento de Unificación y Lucha Triqui (MULT), que lluitava per democratitzar l'exercici del poder a la regió, entre altres coses. En 2003 es converteix en el Partido Unidad Popular (PUP), posteriorment alguns exintegrants del MULT formaren el Movimiento de Unificación y Lucha Triqui Independiente (MULTI), que va tenir una important participació en l'Assemblea Popular dels Pobles d'Oaxaca en 2006.
Avui dia la lluita armada a la zona de Copala s'ha intensificat i a causa d'una llarga sèrie de conflictes polítics i socials, els seus habitants s'han constituït en un Municipi Autònom, a exemple dels denominats Municipis Autònoms Rebels Zapatistes en l'Estat de Chiapas. Aquests conflictes ha propiciat l'emigració d'una gran part de la població copalteca.
La migració dels triquis, tant de la zona baixa com de la zona alta, no solament és pels conflictes polítics i socials, sinó també per la falta d'oportunitats d'estudis i treball. Han emigrat als camps agrícoles de Sonora, Sinaloa, Baixa Califòrnia, Cuautla (estat de Morelos). D'altres a les grans urbs com la Ciutat de Mèxic, l'Estat de Mèxic, la ciutat d'Oaxaca de Juárez, entre d'altres. Però també han creuat la frontera nord cap als Estats Units d'Amèrica o Canadà.

## Demografia
L'únic paràmetre que ha pres l'Instituto Nacional de Estadística, Geografía e Informática (INEGI), per a saber el nombre d'indígenes és la quantitat de parlants d'una llengua indígena. El quadre següent mostra l'evolució demogràfica dels indígenes triquis.
| S. XVI | 1900  | 1980   | 1990   | 2000   | 2005   | 2010   | --- | --- | --- | --- | --- | --- | --- |
| ------ | ----- | ------ | ------ | ------ | ------ | ------ | --- | --- | --- | --- | --- | --- | --- |
| 2.000  | 3.000 | 15.000 | 14.981 | 20,712 | 23,846 | 25.883 | --- | --- | --- | --- | --- | --- | --- |

A Califòrnia, EUA, hi ha un gran nombre d'indígenes triquis treballant en els camps agrícoles, segons la recerca «Estudi de Treballadors Agrícoles Indígenes» (ETAI), els triquis són el 10% dels jornalers i són el tercer grup indígena amb major presència en aquests camps, solament per darrere dels mixteques i zapoteques.